# Ik (jezik)
Ik jezik (icetot, icietot, ngulak, teuso, teuth; ISO 639-3: ikx) jedan jedini i istoimeni jezik podskupine ik, šire skupine kuliak, kojim govori oko 10 000 ljudi iz istoimenog ratarskog plemena na krajnjem sjeveroistoku Ugande.
Prema podacima iz studenog 2009. (), populacija Ika spala je 4 000, te žive u strahu od izumiranja jezika, kulture i identiteta, kao i napada ratobornih stočarskih susjeda Dodotha i Turkana iz susjedne Kenije. Svoj jezik nazivaju icetot.

## Vanjske poveznice
- Ethnologue (14th)
- Ethnologue (15th)